# .md
.md (Moldávia) é o código TLD (ccTLD) na Internet para a Moldávia. É também utilizado por médicos e por empresas de saúde.